# Hasznos holmik (film)
A Hasznos holmik (eredeti cím: Needful Things) egy 1993-as amerikai thriller, mely Stephen King azonos című regényének feldolgozása. A főszerepekben Max von Sydow, Ed Harris, Bonnie Bedelia, Amanda Plummer és J. T. Walsh láthatóak.

## Cselekmény
Castle Rock csendes kisvárosába egy nap új lakó költözik, Leland Gaunt, egy elegáns öregúr, aki Hasznos holmik névvel új üzletet is nyit. A boltban mindenféle csecsebecse megtalálható és aki betér előbb-utóbb találhat valamit, ami a szívének kedves. Gaunt pedig szívesen üzletel, megelégszik annyival, amennyit épp adni tud az illető, ha cserébe még megtesz valamilyen csínytevést a városka egyik lakója ellen. Hamar kiderül, hogy a lakók között különböző ellenszenvek húzódnak, amik az egyre durvább csínyekkel nyílt színi háborúskodássá változtatják az addig féken tartott indulatokat, a lakosok egymás ellen fognak fegyvert, több gyilkosság is történik. Egyedül Alan Pangborn, a helyi seriff kezdi átlátni, hogy az áldatlan állapotok mögött Gaunt mesterkedései állnak, aki talán nem is erről a világról való teremtmény… 

## Szereplők
| Szerep                           | Színész                 | Magyar hang          |
| -------------------------------- | ----------------------- | -------------------- |
| Leland Gaunt                     | Max von Sydow           | Tordy Géza           |
| Alan Pangborn seriff             | Ed Harris               | Szabó Sipos Barnabás |
| Polly Chalmers                   | Bonnie Bedelia          | Kocsis Mariann       |
| Netitia `Nettie` Cobb            | Amanda Plummer          | Eszenyi Enikő        |
| Danforth `Buster` Keeton III     | J. T. Walsh             | Forgács Gábor        |
| Norris Ridgewick seriffhelyettes | Ray McKinnon            | Rudolf Péter         |
| Hugh Priest                      | Duncan Fraser           |                      |
| Wilma Wadlowski Jerzyck          | Valri Bromfield         | Illyés Mari          |
| Brian Rusk                       | Shane Meier             |                      |
| Meehan atya                      | William Morgan Sheppard | Makay Sándor         |
| Willie Rose tiszteletes          | Don S. Davis            | Barbinek Péter       |